# おつかれさん (曲)
「おつかれさん」は、2000年12月・2001年1月に、NHKの音楽番組『みんなのうた』で放送された楽曲。作詞・作曲：BEGIN、編曲：BEGIN・平田文一、歌：BEGIN。

## 概要
- 「21世紀に迎える人たちに伝えたいメッセージ」として企画された楽曲。
- BEGINにとっては初めての『みんなのうた』の楽曲となった。
- 1番と2番は街の大人たちに少年が「おつかれさん」と言い、3番では小犬との散歩中、シェパードに追われて疲れて「おつかれさん」、そして最後は、寝ている少年に両親が「おつかれさん」と言うといった内容。
- 歌詞は全て大阪弁で歌われた。
- 『みんなのうた』では、5分間1曲枠で放送された。
- 番組内で使用されたアニメーションの映像は、葛岡博が制作を担当した。
- 2001年2月発売のベスト・アルバム『BEGIN BEST 1990-2000』にてボーナストラックとしてCDに初収録された[1]。